# Arvid Mörk
Carl Arvid Mörk, även känd under namnet T Mörk-Ossians, född 31 augusti 1906 i Stockholm, död 28 december 1970 i Skänninge, var en svensk målare och grafiker.
Mörk växte upp i Boden. Han var son till förmannen August Einar Mörk och Ottilia Jenny Bergström och från 1934 gift med Hildur Kristina Lindblom. Mörk var som konstnär autodidakt. Han ställde huvudsakligen ut på ett stort antal hotell i Norrland, Småland och i den svenska fjällvärlden tillsammans med Eric Lundberg ställde han ut i Eksjö 1949. Han specialiserade sig på att måla motiv från den svenska fjällvärlden i olja eller gouache. Han signerade sina verk med T Mörk-Ossians.